# 因維瑟布爾島
54°1′S 37°19′W / 54.017°S 37.317°W

因維瑟布爾島在島嶼灣的位置

因維瑟布爾島是南極洲的島嶼，位於南喬治亞島島嶼灣，處於克雷森特島和莫利莫克島東南面，在1912至1913年被繪入地圖，英國探險隊在1929至1930年測量該島嶼。